# Johann Ellerborn († um 1440)
Johann Ellerborn (* 14. Jahrhundert in Bad Münstereifel; † um 1440) war Schöffe und Bürgermeister der Reichsstadt Aachen.

## Leben und Wirken
Der Sohn des gleichnamigen Schöffen entstammte einer einflussreichen Familie, die zuvor in Münstereifel ansässig war und sich anfangs Elreborn schrieb und nach Übersiedlung in die Stadt Aachen dort zahlreiche Amtsträger hervorbrachte. Johanns Bruder Peter Ellerborn wurde allerdings Bürgermeister der Stadt Köln.
Johann Ellerborn selbst wurde erstmals 1414 zum Bürger-Bürgermeister der Freien Reichsstadt Aachen gewählt, als er offensichtlich noch nicht dem Schöffenkollegium angehörte. In dieser Amtszeit gehörte er zusammen mit dem amtierenden Schöffen-Bürgermeister Konrad von dem Eichhorn der Delegation an, die als Vertreter Aachens das Konzil von Konstanz beobachteten und darüber der Stadt Bericht erstatteten. Spätestens im Jahr 1420 scheint Ellerborn in das Schöffenkollegium aufgenommen worden zu sein, da er seitdem in den entsprechenden Urkunden als solcher genannt wird. Mehrfach wurde er in den Rat sowie in den Jahren 1420, 1425, 1429 und 1436 erneut, diesmal zum Schöffen-Bürgermeister der Stadt Aachen gewählt.
Johann Ellerborn war verheiratet mit Margarethe von Brachel aus Bad Münstereifel, mit der er mindestens je zwei Söhne und Töchter hatte. Sein ältester Sohn Thomas Ellerborn folgte ihm in das Schöffenkollegium und wurde später selbst Bürgermeister. Über seinen Sohn Peter wurde Johann der Großvater des späteren Bürgermeisters Johann Ellerborn. Seine Tochter Mechtild heiratete den Bürgermeister Johann von der Hagen. Gemäß mehreren Quellen war er um 1440 in Bad Münstereifel entweder verstorben oder wurde zumindest dort in einer alten Familiengrabstätte begraben.